# Simplimorpha promissa
Simplimorpha promissa là một loài bướm đêm thuộc họ Nepticulidae. It is widely distributed in miền nam châu Âu with miền bắc limit running approximately along miền nam slopes of Anpơ và along the Danube.

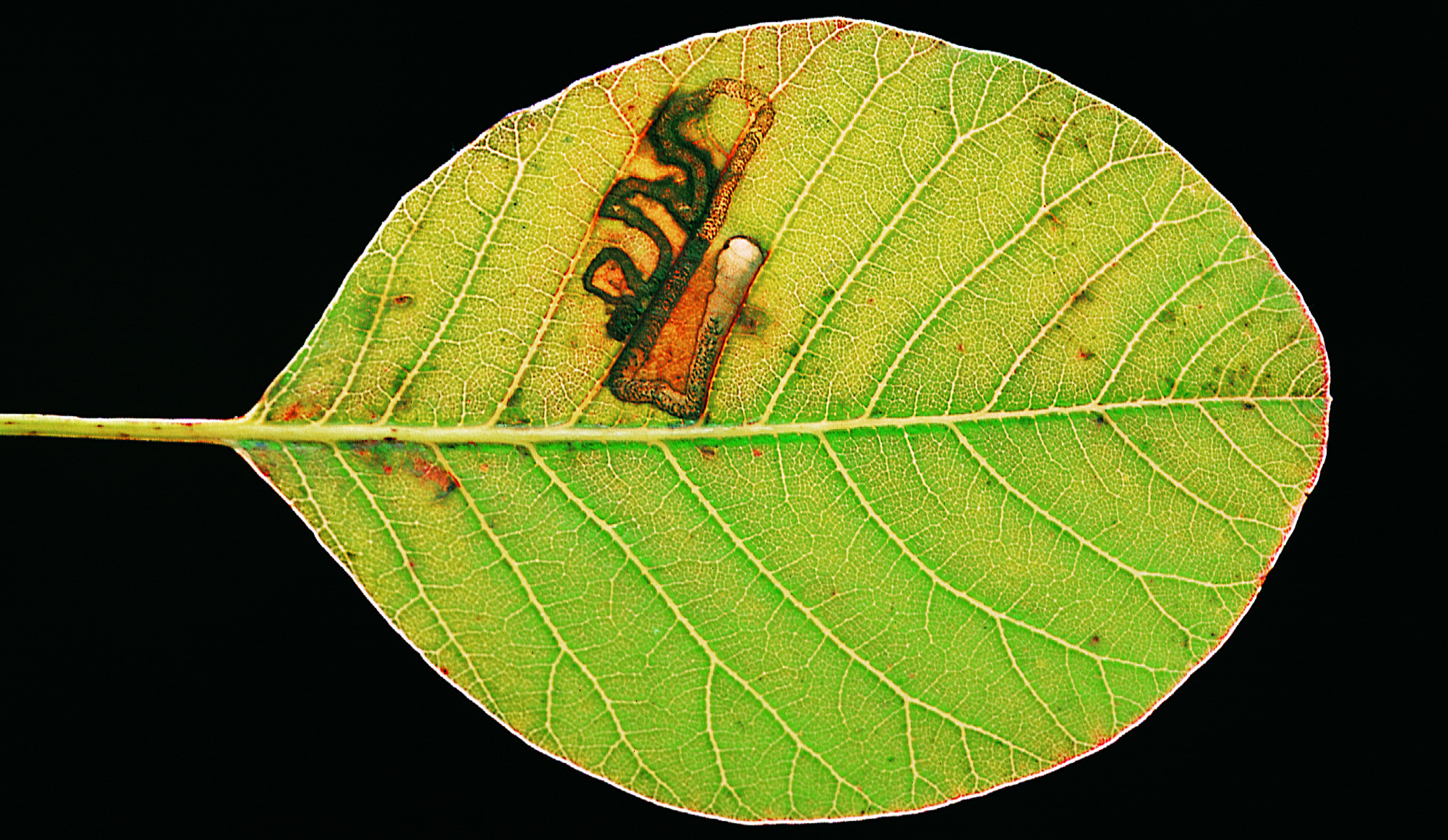
Simplimorpha promissa mine

Sải cánh dài 4-4.5 mm. There are almost continuous generations in the Mediterranean area, but there are two to three generations in places where only the deciduous Cotinus occurs.
Ấu trùng ăn Cotinus coggyria, Pistacia atlantica, Pistacia khinjuk, Pistacia lentiscus, Pistacia terebinthus, Pistacia vera và Rhus coriaria. Chúng ăn lá nơi chúng làm tổ. 